# SinnerSchrader
SinnerSchrader war eine Digitalagentur mit Hauptsitz in Hamburg. Das Unternehmen wurde 1996 gegründet und war ab 1999 börsennotiert. Seit 2017 gehört SinnerSchrader zu Accenture. Das Unternehmen wurde mit anderen Agenturen unter dem Dach von Accenture Song (vormals Accenture Interactive) zusammengeführt und ging 2022 vollständig darin auf.

## Geschichte

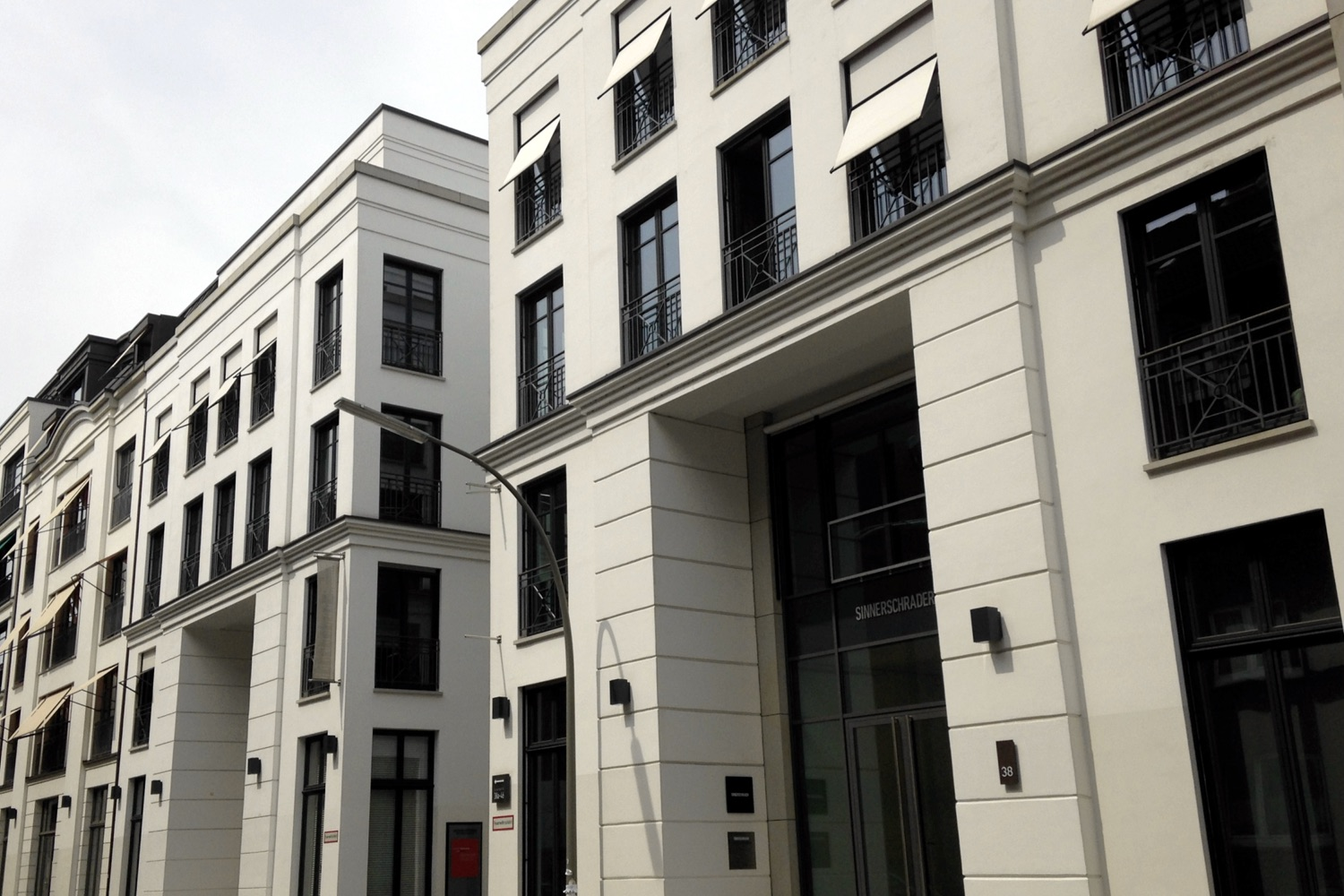
Ehemaliger Sitz von SinnerSchrader in Hamburg-Ottensen (2013)

### Gründung und erste Jahre
1996 gründeten Oliver Sinner und Matthias Schrader in Hamburg eine Internetagentur. Ihr Hauptsitz wurde in der ehemaligen Gerbereimaschinenfabrik Johannes Krause im Stadtteil Ottensen errichtet. Später wurden Büros in Berlin, Frankfurt am Main und München sowie in Prag eröffnet.
Der Aufbau von Onlineshops war ein Schwerpunkt des Geschäfts. Zu den Kunden von SinnerSchrader zählten Mittelständler ebenso wie international tätige Großkonzerne.

### Börsengang und Konsolidierung
1999 wurde SinnerSchrader in eine Aktiengesellschaft umgewandelt. Im November des Jahres ging das Unternehmen an die Frankfurter Wertpapierbörse und nahm damit rund 28 Millionen Euro ein. Ein Teil davon wurde 2004 wieder an die Aktionäre ausgeschüttet. Ab 2003 wurde die Aktie von SinnerSchrader im Prime Standard der Deutschen Börse gehandelt.
Nach dem Platzen der Dotcom-Blase brachen Umsatz und Gewinn ein, sodass SinnerSchrader Kurzarbeit anmelden musste. 2002 verließ Oliver Sinner das Unternehmen, das fortan von Matthias Schrader weitergeführt wurde. Im Geschäftsjahr 2004/2005 schrieb das Unternehmen erstmals wieder schwarze Zahlen. Heute gilt das Überleben des Unternehmens als positives Beispiel für die Transformation der ehemaligen New Economy.

### Neue Wachstumsfelder
2006 rief SinnerSchrader anlässlich eines Firmenjubiläums die Next Conference ins Leben. Ihr Schwerpunkt liegt auf Fragen der digitalen Transformation und ihrer gesellschaftlichen und wirtschaftlichen Folgen.
E-Commerce blieb ein wichtiges Wachstumsfeld für SinnerSchrader. Daneben bemühte sich das Unternehmen um eine Diversifizierung seines Geschäfts, etwa durch die Übernahme anderer kleinerer Agenturen. Außerdem gründete SinnerSchrader eine Werbeagentur.
Im Jahr 2012 gründeten Philipp Schäfer und Sascha Echt die Münchner Niederlassung von SinnerSchrader mit dem Kunden Allianz. Das Büro wuchs mit Neukunden wie BMW und o2 innerhalb von drei Jahren auf über 50 Mitarbeiter.

### Übernahme durch Accenture
2017 gab das international tätige Beratungsunternehmen Accenture die Übernahme von SinnerSchrader bekannt. Im ersten Schritt sicherte man sich zunächst 60 % des Grundkapitals und stockte die Beteiligung schrittweise auf über 90 % auf. Den verbleibenden Aktionären wurde für ihren Ausschluss eine Barabfindung angeboten. 2019 kündigte SinnerSchrader den Abschied von der Börse an.
Nach der Übernahme war SinnerSchrader zunächst Teil von Accenture Interactive. In Deutschland, Österreich und der Schweiz wurde dieser Unternehmensbereich von Matthias Schrader geführt. Seit 2022 treten alle Agenturen, die Accenture im Laufe der Jahre übernommen hat, einheitlich unter dem Namen Accenture Song auf. 2022 verließ Matthias Schrader das Unternehmen.

### OH-SO Digital
Nach einer einjährigen Wettbewerbssperre kündigte Schrader im Februar 2024 die Gründung der Digitalagentur OH-SO Digital gemeinsam mit drei weiteren ehemaligen SinnerSchrader-Geschäftsführern und einer Minderheitsbeteiligung des internationalen Werbekonzerns WPP Group an, der Großteil der zur Gründung knapp 20 vorgestellten Mitarbeiter sind ebenfalls ehemalige SinnerSchrader-Mitarbeiter. OH-SO strebt eine dreistellige Mitarbeiterzahl zum Jahresende 2024 an.

## Unternehmensstruktur
SinnerSchrader firmierte als Aktiengesellschaft deutschen Rechts. Die Hauptversammlung 2022 beschloss die Verschmelzung auf die Accenture Digital Holdings Aktiengesellschaft mit Hauptsitz in Kronberg im Taunus, bei gleichzeitiger Umbenennung der aufnehmenden Gesellschaft in SinnerSchrader Aktiengesellschaft. Diese wurde kurz darauf formwechselnd zur Accenture Digital Holding GmbH, womit der Name SinnerSchrader aus dem Handelsregister verschwand. Die Tochter SinnerSchrader Praha s.r.o. trug noch bis September 2024 (heute Accenture Song 0100 s.r.o.) und die SinnerSchrader Content GmbH trug bis zur Verschmelzung mit der Accenture Song Build Germany GmbH April 2025 ihren alten Namen, während das deutsche Stammgeschäft, das unter dem Namen SinnerSchrader Deutschland GmbH firmierte, ebenfalls 2022 in Accenture Song Build Germany GmbH umbenannt wurde und weiter als eigenständige Gesellschaft existiert.

## Kritik
2005 wurde SinnerSchrader in die Liste der größten Kapitalvernichter aufgenommen. Das Unternehmen wies entsprechende Kritik zurück, woraufhin die Deutschen Schutzvereinigung für Wertpapierbesitz (DSW) Fehler eingestand und ihre Beurteilung des Aktienkurses von SinnerSchrader revidierte.